# Gottfried-Merzbacher-Station

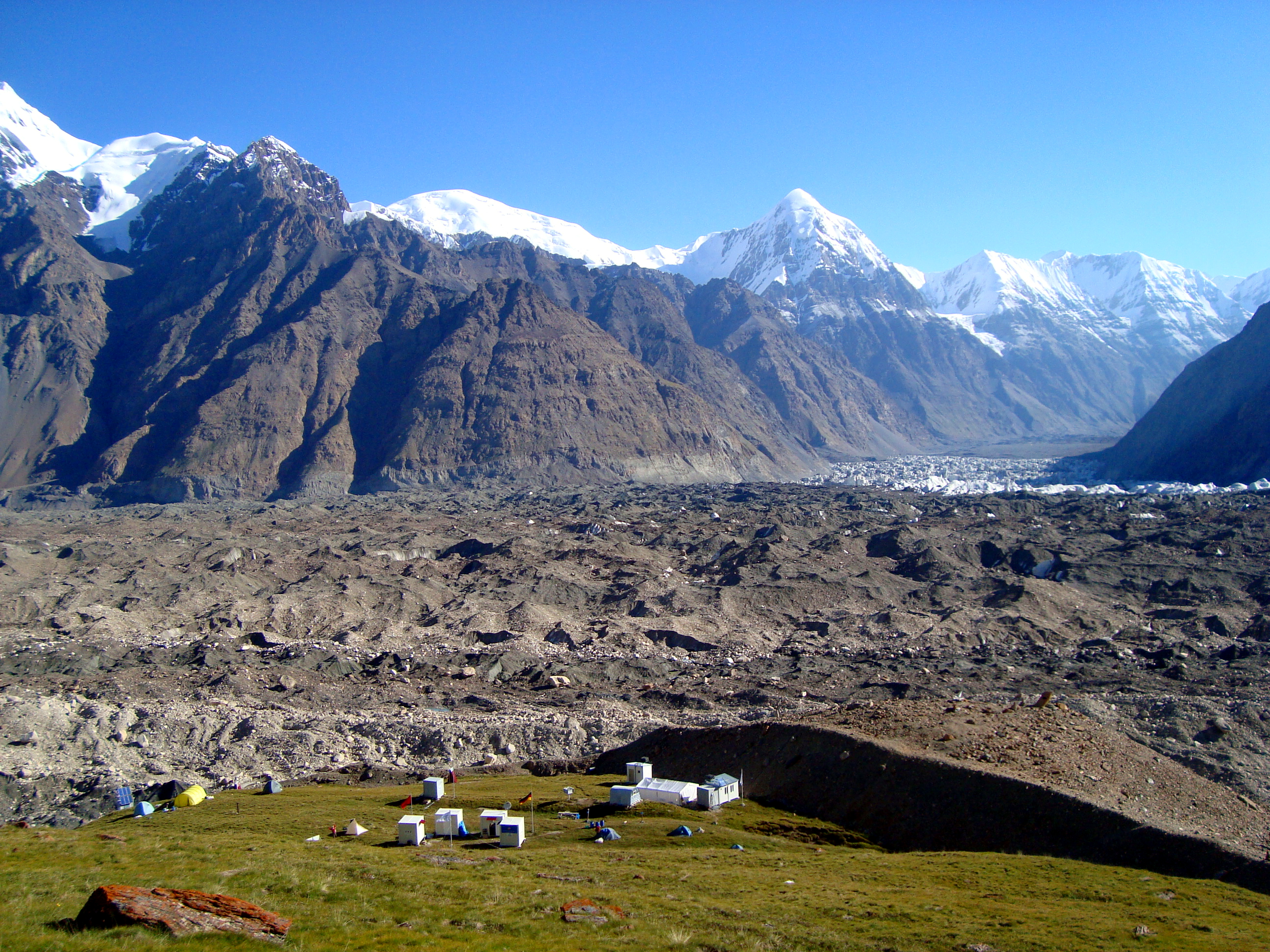
Blick auf die Station und den Engiltschek-Gletscher

Die Gottfried-Merzbacher-Station ist eine Forschungseinrichtung im kirgisischen Teil des Tian Shans am Engiltschek-Gletscher. Sie wird seit 2009 vom Deutschen GeoForschungsZentrum Potsdam und dem Zentralasiatischen Institut für Angewandte Geowissenschaften (ZAIAG) betrieben. Die Station ist nach dem deutschen Forschungsreisenden Gottfried Merzbacher (1843–1926) benannt.

## Lage
Die Station befindet sich nahe dem Dreiländereck zwischen Kirgisistan, Kasachstan und der Volksrepublik China im Nordosten Kirgisistans auf einer Höhe von 3420 Metern. Nahe der Station befindet sich der Merzbacher-See (siehe Abschnitt im Artikel Engiltschek-Gletscher) und das Zusammentreffen des Nördlichen und des Südlichen Englitscheks. Die Ebene, auf der sich die Station befindet, hat eine Größe von circa 200 × 100 Metern und trägt den Namen Merzbacher-Wiese.

## Aufbau der Station
Das Projekt zum Aufbau der Station entstand aus einer langjährigen Kooperation deutscher und zentralasiatischer Forscher und begann mit der Expedition Inyltschek 2009, die den Aufbau der Station vorantreiben sollte. Ein Team aus 30 Alpinisten, Forschern und Technikern lebte dafür über mehrere Wochen in Zelten auf der Merzbacher-Wiese und bereitete den Ort für den Bau der Station vor. Dabei wurden unter anderem Stahlfundamente gesetzt, die einbetoniert wurden und so später für eine stabile Verankerung der Container im Boden sorgen. Nach dreiwöchigen Vorbereitungen wurden die sechs Container per Helikopter auf 3420 Meter Höhe transportiert und dort auf den Fundamenten verankert. Ein weiterer Container wurde auf der gegenüberliegenden Talseite als Nebenstation aufgebaut. Ab Mai 2010 wurden die Container von deutschen und kirgisischen Forschern bezogen.

## Forschungsarbeit
Die Gottfried-Merzbacher-Station dient insbesondere der Beobachtung des Englitschek-Gletschers und des Merzbacher-Sees. Die Forscher führen glaziologische, seismische, hydrologische und meteorologische Messungen und Experimente durch. Insbesondere aus meteorologischer Sicht ist die Station von hohem Interesse, da im Tian Shan klimatische Einflüsse aus nördlichen Regionen und der Monsunregion im Süden des Gebirges aufeinandertreffen.

„Hier haben wir eine der globalen Wetterküchen. Und wenn Sie für das Gesamtsystem Erde eine Aussage finden wollen, dann können Sie das nur, indem sie einzelne Regionen herausgreifen und versuchen, die genauer zu analysieren.“

Insgesamt soll die Station die Arbeit der Wissenschaftler in der schlecht erschlossenen Gebirgsregion erleichtern und den Gewinn geowissenschaftlicher Erkenntnisse über die Region Zentralasien ermöglichen. Zudem ist die Station für internationale Forschungsprojekte ausgelegt und wird von Forschern aus verschiedenen Ländern genutzt.